# Varuzhan Akobian
Varuzhan Akobian, född 19 november 1983 i Jerevan, är en armenisk-amerikansk schackspelare som innehaft schacktiteln stormästare. Han bor numera i USA.